# Gouvernement Cavour II
Royaume de Sardaigne
Cavour I La Marmora
Le gouvernement Cavour II (Governo Cavour II, en italien) est le gouvernement du royaume de Sardaigne entre le 4 mai 1855 et le 12 juillet 1859, durant la Ve législature et la VIe législature.

## Historique

### Président du conseil des ministres
Camillo Cavour